# Mariel Molino
Mariel Chantal Oberwager (San Diego, 1992), conocida como Mariel Molino, es una actriz estadounidense. Ha actuado en producciones tanto en español como en inglés. Protagonizó la primera película original de Amazon para México. Actualmente está elegida para un papel principal como la agente Lala Domínguez en NCIS: Origins.

## Biografía
Molino tiene ascendencia mexicana, católica y judía. La familia de su madre tiene ascendencia mexicana y española. Los padres de su padre eran judíos austriacos que huyeron del Holocausto a México porque tenía las visas más asequibles. Sus padres se mudaron de la Ciudad de México a San Diego (California). Ella se ha descrito a sí misma como una «latina blanca». Nació en San Diego como la menor de cuatro hermanos, incluidos dos mayores. Se crio en Coronado (California). Su primera aparición en una obra de teatro fue a los 6 años. Una producción de la escuela primaria de El mago de Oz, en la que fue elegida para interpretar el Cuervo Número 6, consolidó su interés en la actuación. En la Academia de Nuestra Señora de la Paz, apareció en musicales escolares como Grease y Hairspray. Su padre, que apoyó su creatividad, murió cuando ella tenía 15 años. Entre sus primeras experiencias televisivas estuvo ganar una invitación a una fiesta de cumpleaños transmitida en My Super Sweet 16 de MTV, en la que apareció un tiempo en pantalla a los 19 años. En sus primeros años de carrera realizó algunos trabajos de modelaje. Asistió a la Universidad Loyola Marymount.
Nacida como Mariel Chantal Oberwager, cambió su nombre para honrar su herencia mexicana utilizando el nombre de la panadería de su familia, El Molino. La panadería de su madre está en Tijuana. Ella y su madre la operaron durante la pandemia de COVID-19 para brindar sustento a su comunidad. En 2021, dividió su tiempo entre San Diego y Ciudad de México. A principios de 2023, pudo permitirse mudarse de la casa de su madre. A 2024, dividía su tiempo entre Los Ángeles y Ciudad de México.
Molino tiene heterocromía.

## Carrera de actuación
Molino tuvo que superar lo que describió como el dilema de necesitar un agente para conseguir trabajo y necesitar trabajo para conseguir un agente a pesar de que sus padres trabajaban a tiempo completo, lo que limitaba sus opciones de transporte para las audiciones en Hollywood. La familia incluso sufrió estafas fraudulentas en su búsqueda. Audicionó para muchos papeles viajando entre San Diego y Los Ángeles, y finalmente consiguió un lugar como extra en Glee (temporada 6, episodio 12, titulado «2009»). Obtuvo sus primeros créditos en obras en español, incluidas apariciones en ¡Muy padres!, El juego de las llaves y La negociadora. Cuando interpretó su papel de una sola línea en Entre correr y vivir con una peluca al estilo de Marilyn Monroe, impresionó al productor lo suficiente como para ganarse un segundo papel (sin peluca) en el mismo episodio. También ha aparecido en Narcos: México y Luis Miguel: la serie de Netflix. En noviembre de 2020, protagonizó la primera película original de Amazon Prime Video para México, Locas por el cambio. Ha aparecido en el elenco principal de la serie de ABC de 2022 Promised Land, su primer programa estadounidense, y la serie de Freeform de 2023 The Watchful Eye, que fue su primer papel en el género de suspenso. El 15 de marzo, se anunció que fue elegida como protagonista femenina, en el papel de la agente Lala Domínguez, en el elenco original de la precuela spin-off de NCIS de 2024 NCIS: Origins.